# Schoenobius
Schoenobius é um gênero de mariposa pertencente à família Crambidae.